# Edificio en calle Sant Nicolau 35 de Alcoy
El edificio en la calle Sant Nicolau 35, situado en la ciudad de Alcoy (Alicante), España, es un edificio residencial de estilo modernista valenciano construido en el año 1908, que fue proyectado por el arquitecto Timoteo Briet Montaud.

## Descripción
La fachada fue realizada por el arquitecto contestano Timoteo Briet Montaud en 1908. El edificio tiene cinco alturas y bajo destinado a uso comercial.
En la primera planta se puede observar un bello hueco dividido en tres ventanales y en la tercera y cuarta planta dos balcones con líneas curvas. El edificio está construido en sillería con decoración de tipo floral. En el primer piso se observan también dos circunferencias, distintivo de la corriente modernista vienesa Sezession.
Las barandillas de los balcones están elaboradas en hierro y presentan una decoración de tipo vegetal.